# Pedicia (Amalopis) setipennis
Pedicia (Amalopis) setipennis is een tweevleugelige uit de familie Pediciidae. De soort komt voor in het Palearctisch gebied.